# Anthony Adoun Hongsaphong
Anthony Adoun Hongsaphong (ur. 4 kwietnia 1964 w Paksé) – laotański duchowny rzymskokatolicki,  wikariusz apostolski Wientianu od 2025.

## Życiorys
Święcenia kapłańskie otrzymał 3 września 1994, został inkardynowany do wikariatu apostolskiego Paksé. Bezpośrednio po przyjęciu święceń kapłańskich studiował na Papieskim Uniwersytecie Świętego Tomasza z Akwinu Angelicum w Rzymie, gdzie uzyskał tytuł licencjata prawa kanonicznego. Po ukończeniu studiów powrócił do macierzystego wikariatu apostolskiego, gdzie pełnił urzędy w duszpasterstwach parafialnych, instytucjach kurialnych oraz w seminarium duchownym.
23 grudnia 2024 papież Franciszek mianował go wikariuszem apostolskim Wientian. Sakry udzielił mu 25 marca 2025 kardynał Louis-Marie Ling Mangkhanekhoun.